# ЮАС на летних Олимпийских играх 1948
ЮАР (с 31 мая 1910 по 31 мая 1961 года — ЮАС) принимала участие в Летних Олимпийских играх 1948 года в Лондоне (Великобритания) в девятый раз за свою историю, и завоевала одну серебряную, две золотые и одну бронзовую медали.

## Медалисты
| Медаль  | Спортсмен       | Вид спорта | Дисциплина           |
| ------- | --------------- | ---------- | -------------------- |
| Золото  | Джеральд Дрейер | Бокс       | Мужчины, до 62 кг    |
| Золото  | Джордж Хантер   | Бокс       | Мужчины, до 80 кг    |
| Серебро | Деннис Шеперд   | Бокс       | Мужчины, до 58 кг    |
| Бронза  | Джон Артур      | Бокс       | Мужчины, свыше 80 кг |

## Результаты соревнований

### Академическая гребля
Соревнования по академической гребле на Олимпийских играх 1948 года проходили в гребном центре в Хенли-он-Темс, где ежегодно проводятся соревнования Королевской регаты. Из-за недостаточной ширины гребного канала в одном заезде могли стартовать не более трёх лодок. В следующий раунд из каждого заезда проходили только победители гонки.
Мужчины
| Соревнование | Спортсмены | Предварительный заезд | Предварительный заезд | Предварительный заезд | Отборочный заезд | Отборочный заезд | Отборочный заезд | Полуфинал | Полуфинал | Полуфинал | Финал                | Финал                |
| Соревнование | Спортсмены | Заезд                 | Время                 | Место                 | Заезд            | Время            | Место            | Заезд     | Время     | Место     | Время                | Место                |
| ------------ | ---------- | --------------------- | --------------------- | --------------------- | ---------------- | ---------------- | ---------------- | --------- | --------- | --------- | -------------------- | -------------------- |
| одиночки     | Иэн Стивен | 1                     | 7:38,3                | 3                     | 3                | 7:35,6           | 1 Q              | 1         | DNS       | —         | завершил выступление | завершил выступление |